# Zalesie Szlacheckie
Zalesie Szlacheckie – (niem. Adlig Salesche, 1942-1945 Adligwalden) wieś w Polsce położona w województwie kujawsko-pomorskim, w powiecie świeckim, w gminie Lniano. Wieś wchodzi w skład sołectwa Brzemiona.
W latach 1975–1998 miejscowość administracyjnie należała do województwa bydgoskiego.